# Sinnamary
Sinnamary är en kommun i det franska utomeuropeiska departementet Franska Guyana i Sydamerika. År 2022 hade Sinnamary 2 801 invånare.

## Befolkningsutveckling
| Befolkningsutvecklingen i Sinnamary 1990–2021 | Befolkningsutvecklingen i Sinnamary 1990–2021 | Befolkningsutvecklingen i Sinnamary 1990–2021 | Befolkningsutvecklingen i Sinnamary 1990–2021 | Befolkningsutvecklingen i Sinnamary 1990–2021 |
| --------------------------------------------- | --------------------------------------------- | --------------------------------------------- | --------------------------------------------- | --------------------------------------------- |
|                                               |                                               |                                               |                                               |                                               |
| År                                            |                                               |                                               | Folkmängd                                     |                                               |
| 1990                                          | 1990                                          |                                               | 3 431                                         |                                               |
| 1999                                          | 1999                                          |                                               | 2 783                                         |                                               |
| 2007                                          | 2007                                          |                                               | 3 110                                         |                                               |
| 2015                                          | 2015                                          |                                               | 2 957                                         |                                               |
| 2021                                          | 2021                                          |                                               | 2 830                                         |                                               |